# نيكولاس تورتورو
نيكولاس تورتورو (بالإنجليزية: Nicholas Turturro)‏ هو ممثل أمريكي، ولد في 29 يناير 1962 في الولايات المتحدة.

## أعمال

### أفلام
- (1989) افعل الصواب
- (1992) مالكوم إكس[4]
- (2000)  جحيم
- (2005) أطول يارد[5]
- (2006) مركز التجارة العالمي[6]
- (2007) أنا الآن أعلن أنكما تشاك ولاري[7][8]
- (2010) اللصوص[9]
- (2011) حارس الحديقة[10]
- (2012) هنا يأتي الازدهار[11]
- (2015)  شرطي المجمع التجاري 2[12][13]
- (2018) بلاكككلنزمن

## وصلات خارجية
- نيكولاس تورتورو على موقع IMDb (الإنجليزية)
- نيكولاس تورتورو على موقع ألو سيني (الفرنسية)
- نيكولاس تورتورو على موقع أول موفي (الإنجليزية)
- نيكولاس تورتورو على موقع قاعدة بيانات الأفلام السويدية (السويدية)
- نيكولاس تورتورو على موقع إن إن دي بي (الإنجليزية)
- نيكولاس تورتورو على موقع قاعدة بيانات الفيلم (الإنجليزية)
- نيكولاس تورتورو على موقع كينوبويسك (الروسية)